# Jean-Frédéric Chapuis
Jean-Frédéric Chapuis (* 2. März 1989 in Bourg-Saint-Maurice) ist ein ehemaliger französisch-schweizerischer Freestyle-Skier. Er war auf die Disziplin Skicross spezialisiert. Seine größten Erfolge sind der Weltmeistertitel im Jahr 2013, der Olympiasieg im Jahr 2014 sowie der Gewinn der Weltcup-Disziplinenwertung in den Saisons 2014/15, 2015/16 und 2017/18.

## Biografie
Chapuis war zu Beginn seiner Sportkarriere ein alpiner Skirennläufer. Ab Dezember 2004 nahm er an FIS-Rennen und nationalen Juniorenrennen teil. Er konnte zwei FIS-Rennen für sich entscheiden und nahm an den Juniorenweltmeisterschaften 2008 in Formigal teil, wo der 12. Platz in der Kombinationswertung sein bestes Ergebnis war. Erfolge in Europacup-Rennen, an denen er sich seit Januar 2008 beteiligte, blieben aus. Ende der Saison 2009/10 wechselte er zur Freestyle-Disziplin Skicross.
Sein Debüt im Freestyle-Weltcup hatte Chapuis am 18. Dezember 2010 in Innichen, wo er auf Platz 8 fuhr und sogleich die ersten Weltcuppunkte gewann. Ein weiterer achter Platz kam einen Monat später in Les Contamines hinzu. Im Winter 2011/12 fuhr er im Weltcup fünfmal unter die besten zehn. Die erste Podestplatzierung gelang ihm am 26. Februar 2012 in Grasgehren (3. Platz). Aufgrund einer Verletzung verpasste Chapuis den Beginn der Saison 2012/13. Er wurde dennoch für die Weltmeisterschaften 2013 in Voss nominiert und gewann überraschend die Goldmedaille. Eine Woche später, am 17. März 2013, gewann er in Åre erstmals ein Weltcuprennen. 
Bei den Olympischen Winterspielen 2014 siegte Chapuis vor seinen französischen Landsleuten Arnaud Bovolenta und Jonathan Midol. Während der Weltcupsaison 2013/14 konnte er ein Rennen in La Plagne für sich entscheiden. Bei den Weltmeisterschaften 2015 am Kreischberg gewann er die Silbermedaille. Nach der WM gelangen ihm in der zweiten Hälfte des Weltcupwinters 2014/15 fünf Podestplätze (davon vier Siege in Folge), wodurch er sich zum ersten Mal den Gewinn der Skicross-Disziplinenwertung sicherte. Ähnlich erfolgreich war Chapuis in der Saison 2015/16: Er gewann vier Rennen und erzielte zwei weitere Podestplatzierungen, wodurch er den Gewinn der Disziplinenwertung wiederholte.
Auch die Weltcupsaison 2016/17 verlief nach seinen Vorstellungen: In sechs von 14 ausgetragenen Rennen stand Chapuis auf dem Podest, davon viermal als Sieger. Damit entschied er zum dritten Mal in Folge die Disziplinenwertung für sich. Bei den Weltmeisterschaften 2017 in der Sierra Nevada am Ende der Saison hatte er jedoch Pech. Nachdem er in der Qualifikation die überlegene Bestzeit aufgestellt hatte, schied er bereits im Achtelfinale aus und belegte lediglich den 25. Platz.
Im April 2022 gab Jean-Frédéric Chapuis seinen Rücktritt vom aktiven Wettkampfsport bekannt.

## Privates
Seine Mutter, Katharina Güller, ist eine Schweizerin, die während vieler Jahre als Lehrerin an der Primarschule Arosa unterrichtete. Infolgedessen spricht der in Val Thorens aufgewachsene Jean-Frédéric Chapuis fliessend deutsch und besitzt neben der französischen auch die Schweizer Staatsbürgerschaft. Vor seinem Wechsel zum Skicross fuhr er zeitweilig Alpinrennen für Swiss-Ski.

## Erfolge

### Olympische Spiele
- Sotschi 2014: 1. Skicross

### Weltmeisterschaften
- Voss 2013: 1. Skicross
- Kreischberg 2015: 2. Skicross
- Sierra Nevada 2017: 25. Skicross
- Park City 2019: 5. Skicross

### Weltcupwertungen
| Saison  | Gesamt | Gesamt | Skicross | Skicross |
| Saison  | Platz  | Punkte | Platz    | Punkte   |
| ------- | ------ | ------ | -------- | -------- |
| 2010/11 | 76.    | 10     | 23.      | 115      |
| 2011/12 | 23.    | 28     | 7.       | 277      |
| 2012/13 | 22.    | 34     | 4.       | 343      |
| 2013/14 | 21.    | 35     | 4.       | 381      |
| 2014/15 | 3.     | 68     | 1.       | 747      |
| 2015/16 | 3.     | 57,83  | 1.       | 694      |
| 2016/17 | 4.     | 54,50  | 1.       | 763      |
| 2017/18 | 14.    | 40,30  | 2.       | 403      |
| 2018/19 | 7.     | 52,00  | 2.       | 572      |
| 2019/20 | 69.    | 18,36  | 14.      | 202      |

### Weltcupsiege
Chapuis errang im Weltcup bisher 33 Podestplätze, davon 18 Siege:
| Nr. | Datum             | Ort         | Land        |
| --- | ----------------- | ----------- | ----------- |
| 1   | 17. März 2013     | Åre         | Schweden    |
| 2   | 23. März 2014     | La Plagne   | Frankreich  |
| 3   | 15. Februar 2015  | Åre         | Schweden    |
| 4   | 21. Februar 2015  | Tegernsee   | Deutschland |
| 5   | 22. Februar 2015  | Tegernsee   | Deutschland |
| 6   | 14. März 2015     | Megève      | Frankreich  |
| 7   | 9. Dezember 2015  | Val Thorens | Frankreich  |
| 8   | 19. Dezember 2015 | Innichen    | Italien     |
| 9   | 16. Januar 2016   | Watles      | Italien     |
| 10  | 23. Januar 2016   | Nakiska     | Kanada      |
| 11  | 9. Dezember 2016  | Val Thornes | Frankreich  |
| 12  | 17. Dezember 2016 | Montafon    | Österreich  |
| 13  | 4. Februar 2017   | Feldberg    | Deutschland |
| 14  | 5. Februar 2017   | Feldberg    | Deutschland |
| 15  | 14. Januar 2018   | Idre        | Schweden    |
| 16  | 20. Januar 2019   | Idre        | Schweden    |
| 17  | 17. Februar 2019  | Feldberg    | Deutschland |
| 18  | 17. März 2019     | Veysonnaz   | Schweiz     |

### Weitere Erfolge
- 1 Sieg im Europacup
- Winter-X-Games 2012: 20. Skicross